# Gobierno de Ernesto Samper
El gobierno de Ernesto Samper en Colombia, inició el 7 de agosto de 1994 y finalizó el 7 de agosto de 1998, su predecesor fue el gobierno de César Gaviria y su sucesor fue el gobierno de Andrés Pastrana.

## Elección presidencial
Tras su estadía en el exterior, Samper regresó a Colombia para buscar nuevamente la candidatura del Partido Liberal. En la consulta popular derrotó al jurista y exministro de Gobierno Humberto de La Calle y al veterano dirigente Carlos Lemos Simmonds. Los dos terminarían siendo sus vicepresidentes (entre 1994-1997 y 1997-1998, respectivamente).
En las elecciones presidenciales de mayo de 1994 consiguió el paso a la segunda vuelta, que lo enfrentó con el candidato conservador Andrés Pastrana y a quien terminó derrotando tras ganar las elecciones en 27 de los 33 departamentos de Colombia y en Bogotá.

## Gabinete ministerial
| Ministerio                        | Imagen                       | Titular                          | Período                 | Período                 |
| Ministerio                        | Imagen                       | Titular                          | Inicio                  | Fin                     |
| --------------------------------- | ---------------------------- | -------------------------------- | ----------------------- | ----------------------- |
| Interior                          |                              | Horacio Serpa Uribe              | 7 de agosto de 1994     | 28 de mayo de 1997      |
| Interior                          |                              | Carlos Holmes Trujillo           | 28 de mayo de 1997      | 9 de enero de 1998      |
| Interior                          |                              | Alfonso López Caballero          | 28 de enero             | 7 de agosto de 1998     |
| Relaciones Exteriores (Canciller) |                              | Rodrigo Pardo García-Peña        | 1994                    | 1996                    |
| Relaciones Exteriores (Canciller) |                              | María Emma Mejía Vélez           | 10 de julio de 1996     | 1998                    |
| Relaciones Exteriores (Canciller) |                              | Camilo Reyes Rodríguez           | 26 de marzo de 1998     | 7 de agosto de 1998     |
| Hacienda y Crédito Público        |                              | Guillermo Perry Rubio            | 1994                    | 1996                    |
| Hacienda y Crédito Público        |                              | José Antonio Ocampo Gaviria      | 10 de julio de 1996     | 1997                    |
| Hacienda y Crédito Público        |                              | Antonio José Urdinola Uribe      | 10 de diciembre de 1997 | 7 de agosto de 1998     |
| Justicia                          |                              | Néstor Humberto Martínez         | 7 de agosto de 1994     | 7 de agosto de 1996     |
| Justicia                          |                              | Carlos Medellín Becerra          | 21 de abril de 1996     | 1997                    |
| Justicia                          |                              | Alma Beatriz Rengifo             | 22 de abril de 1997     | 1998                    |
| Defensa                           |                              | Fernando Botero Zea              | 7 de agosto de 1994     | 8 de agosto de 1995     |
| Defensa                           |                              | Juan Carlos Esguerra             | 8 de agosto de 1995     | 4 de enero de 1997      |
| Defensa                           |                              | Guillermo González Mosquera      | 12 de enero             | 16 de marzo de 1997     |
| Defensa                           |                              | Gilberto Echeverri Mejía         | 20 de marzo de 1997     | 7 de agosto de 1998     |
| Agricultura y Desarrollo Rural    |                              | Antonio Hernández Gamarra        | 1994                    | 1995                    |
| Agricultura y Desarrollo Rural    |                              | Gustavo Castro Guerrero          | 1995                    | 1996                    |
| Agricultura y Desarrollo Rural    |                              | Cecilia López Montaño            | 7 de agosto de 1996     | 1997                    |
| Agricultura y Desarrollo Rural    |                              | Antonio Gómez Merlano            | 7 de agosto de 1997     | 7 de agosto de 1998     |
| Minas y Energía                   |                              | Jorge Cock Londoño               | 1994                    | 1995                    |
| Minas y Energía                   |                              | Rodrigo Villamizar Alvargonzález | 1995                    | 1997                    |
| Minas y Energía                   |                              | Orlando Cabrales Martínez        | 1997                    | 1998                    |
| Comunicaciones                    |                              | Armando Benedetti Jimeno         |                         |                         |
| Comunicaciones                    | Juan Manuel Turbay Marulanda |                                  |                         |                         |
| Comunicaciones                    |                              | Saulo Arboleda                   | 1996                    | 1997                    |
| Comunicaciones                    | José Fernando Bautista       |                                  |                         |                         |
| Desarrollo Económico              |                              | Rodrigo Marín Bernal             |                         |                         |
| Desarrollo Económico              |                              | Orlando José Cabrales Martínez   | 1995                    | 1997                    |
| Desarrollo Económico              |                              | Carlos Gaitán González           | 1997                    | 1998                    |
| Educación                         |                              | Arturo Sarabia Better            | 1994                    | 1995                    |
| Educación                         |                              | María Emma Mejía Vélez           | 1995                    | 1996                    |
| Educación                         |                              | Olga Duque de Ospina             | 10 de julio de 1996     | 1997                    |
| Educación                         |                              | Jaime Niño Díez                  | 1997                    | 7 de agosto de 1998     |
| Trabajo y Seguridad Social        |                              | María Sol Navia Velasco          | 7 de agosto de 1994     | 16 de diciembre de 1995 |
| Trabajo y Seguridad Social        |                              | Orlando Obregón Sabogal          | 1995                    | 1997                    |
| Trabajo y Seguridad Social        |                              | Néstor Iván Moreno Rojas         | 18 de marzo de 1997     | 1998                    |
| Trabajo y Seguridad Social        |                              | Carlos Bula Camacho              | 3 de enero              | 7 de agosto de 1998     |
| Medio Ambiente                    |                              | Cecilia López Montaño            | 1994                    | 1995                    |
| Medio Ambiente                    |                              | José Vicente Mogollón Vélez      | diciembre de 1995       | abril de 1997           |
| Medio Ambiente                    |                              | Eduardo Verano de la Rosa        |                         | 7 de agosto de 1998     |
| Comercio Exterior                 |                              | Daniel Mazuera Gómez             | 1994                    | 1995                    |
| Comercio Exterior                 |                              | Ricardo Reina Echeverri          | 1995                    |                         |
| Comercio Exterior                 |                              | Luis Alfredo Ramos Botero        | (1995                   | 1996                    |
| Comercio Exterior                 |                              | Morris Harf Meyer                | (31 de enero de 1996    | 1997                    |
| Comercio Exterior                 |                              | Carlos Ronderos Torres           | 12 de marzo de 1997     | 7 de agosto de 1998     |
| Transporte                        |                              | Juan Gómez Martínez              | 1994                    | 1996                    |
| Transporte                        |                              | Carlos Hernán López Gutiérrez    | 1996                    | 1997                    |
| Transporte                        |                              | José Rizo Pombo                  | 18 de mayo de 1997      | 1998                    |
| Transporte                        |                              | Rodrigo Marín Bernal             | 3 de enero de 1998      | 7 de agosto de 1998     |
| Salud                             |                              | Alonso Gómez Duque               | 1994                    | 1995                    |
| Salud                             |                              | Augusto Galán Sarmiento          | julio de 1995           | 1996                    |
| Salud                             |                              | María Teresa Forero de Sade      | 1 de enero de 1996      | 7 de agosto de 1998     |
| Cultura                           |                              | Ramiro Osorio Fonseca            | 7 de agosto de 1997     | 7 de agosto de 1998     |

## Política interna

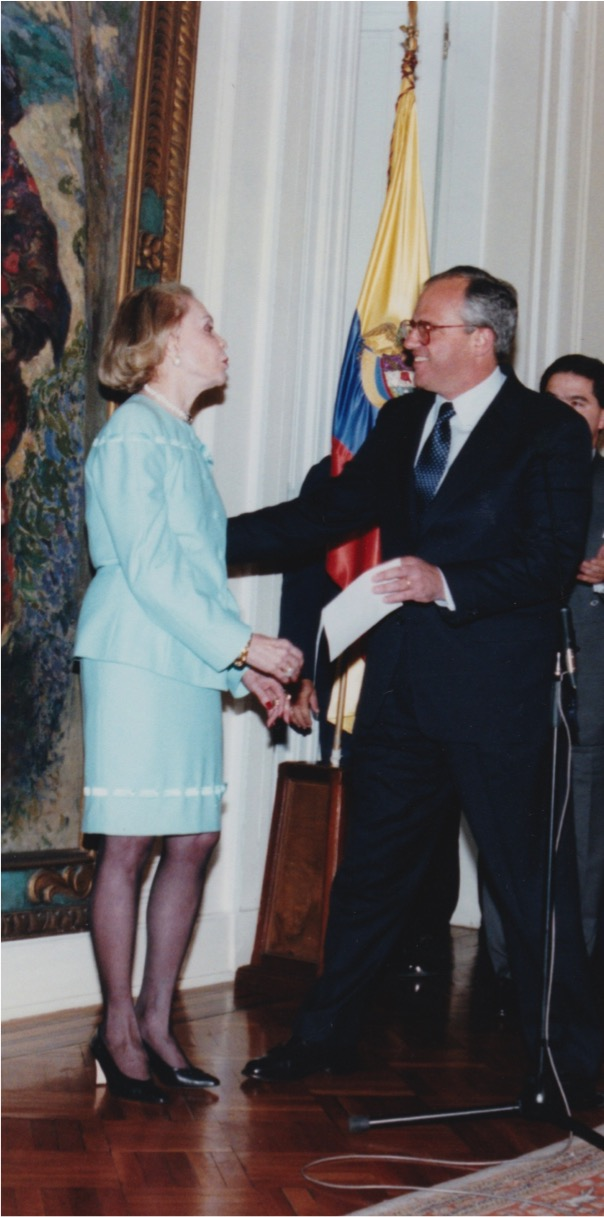
Samper en 1994

Desde que se lanzó como candidato, Samper se propuso impulsar un “Salto Social” que pretendía proveer apoyos económicos a sectores marginados ante el importante incremento en los índices de pobreza y desempleo por los que atravesaba el país. Pese a ello, al cierre de su mandato dichas medidas fueron ineficaces siendo el indicador de pobreza de 1998 uno de los más altos en la historia de la nación (43%), afectada por una inercia importante, sumada a las consecuencias de la crisis de gobernabilidad del cuatrienio.

### Creación del ministerio de cultura
Durante su gobierno, destacaron la creación del Ministerio de Cultura.

### Sustitución de cultivos
Creación del programa Plan Nacional de Desarrollo Alternativo (Plante), para la sustitución de cultivos ilícitos y la aprobación de los protocolos I y II de la Convención de Ginebra, relacionados con la aplicación del Derecho Internacional Humanitario - DIH en medio del conflicto armado interno.

### Entrega de tierras
Se realizó la entrega de tierras a las comunidades indígenas y afrocolombianas.

## Economía

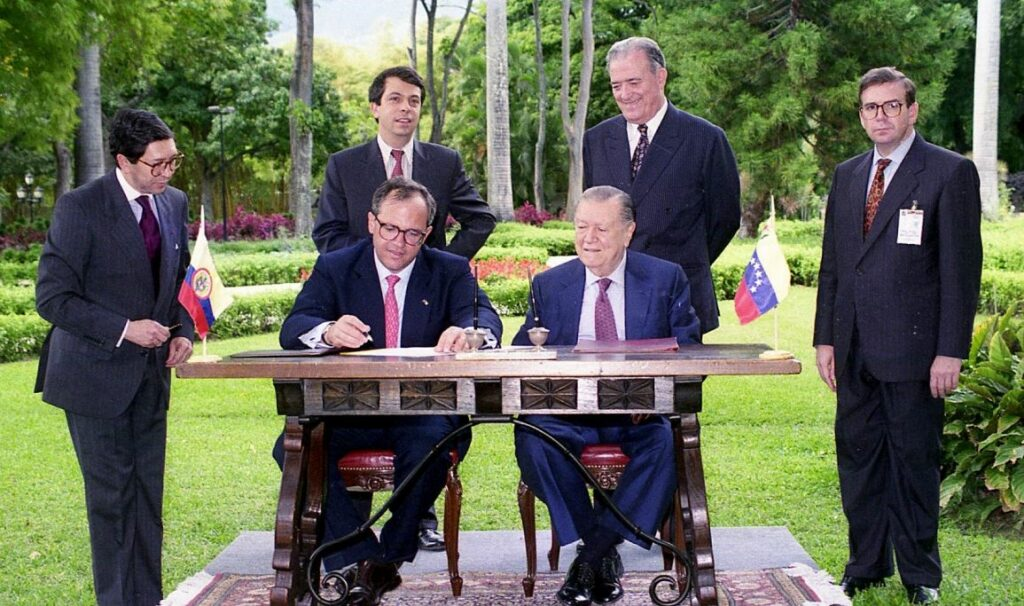
El presidente Samper junto al presidente de Venezuela, Rafael Caldera, durante una visita oficial a Caracas en septiembre de 1994.

## Oposición y controversias

### Proceso 8000
En 1995, se inició una investigación y un proceso judicial conocido como Proceso 8000, al ser acusado Samper de haber utilizado dinero procedente del narcotráfico para financiar su campaña electoral. Las denuncias contra el presidente Samper, iniciaron antes de su elección con base en unas grabaciones (conocidas como los narco-casetes) obtenidas por su rival político Andrés Pastrana, (posteriormente elegido presidente de la República de Colombia), que fueron reveladas por el Gobierno de entonces, liderado por el presidente Gaviria; sin embargo no se abrieron investigaciones sino unos meses después de la posesión de Samper, debido a que Mónica de Greiff, hija del entonces fiscal Gustavo de Greiff Restrepo, era asesora de campaña de Samper. 
Tan pronto se conoció tanto los resultados como los narco-casetes, inmediatamente, Samper negó su participación siendo llevado por la presión pública a solicitar la apertura de un proceso de investigación, cuyos primeros resultados mostraron claramente que todo el cuadro directivo de la campaña estaba relacionada con dicha financiación y cercanía con el Cartel de Cali. 
Adicionalmente, el exgerente de la campaña (posteriormente ministro de Defensa) y el extesorero de la campaña, Fernando Botero Zea (hijo del pintor Fernando Botero) y Santiago Medina respectivamente, fueron encarcelados y posteriormente juzgados por haber sido los autores de los delitos de lavado de activos y hurto agravado comprobándose que efectivamente recibieron, manejaron y utilizaron el dinero en provecho de la campaña y propio. Algunos parlamentarios de distintos partidos involucrados a la campaña fueron igualmente vinculados al proceso. 
Sin embargo, Samper, como cabeza de la campaña, siempre negó su responsabilidad y en diversas entrevistas declaró reconocer que su campaña fue penetrada por dineros del narcotráfico aunque a sus espaldas. El proceso contra Samper en sí fue precluido (ni culpable ni inocente) por el Congreso.
El consiguiente escándalo repercutió gravemente en la imagen pública del presidente a nivel nacional e internacional. Durante el desarrollo del proceso 8000, la capacidad de Samper para atender los asuntos del estado se vio notablemente afectada, ante la presión social y mediática generada, siendo notable la intervención de las altas jerarquías de la iglesia católica. Además el gobierno de los Estados Unidos a través del embajador Myles Frechette descertificó a Colombia en su lucha antidrogas además de cancelar su visa.
En julio de 1998, durante su discurso de instalación del nuevo Congreso de la República, Samper reconoció que habían entrado dineros de la mafia a la campaña que lo llevó a la Presidencia en 1994: “Así lo confirman las confesiones de quienes la manejaron administrativamente y las pesquisas de la justicia”.
Personalidades notables como exministros y excandidatos presidenciales como Álvaro Gómez Hurtado, este último asesinado, crimen sobre el cual el mismo Samper fue vinculado por la fiscalía, en otra investigación cuyo avance nunca se dio pese a ser acusado recientemente por varios criminales sometidos a la justicia.